# Рандруп, Сергей Христианович
Рандруп, Сергей Христианович (Сёрен Рефсгаард Рандруп, родился 1 августа 1876 г., ферма Саллинг, Ютландия, Дания — 10 ноября 1935 г, Лондон) — предприниматель датского происхождения, сделавший состояние на торговле маслом и сельскохозяйственными машинами в Сибири, основатель первого машиностроительного завода в Омске, крупнейший предприниматель Сибири периода второй промышленной революции в России, представитель АО «Burmeister & Wain», в начале XX в. — консул Великобритании в Омске.

## Биография
Сёрен Рефсгаард Рандруп родился 1 августа 1876 года на ферме Саллинг вблизи пролива Лим-фьорд в обеспеченной фермерской семье. У его отца Христиана и матери Генриетты Николин Йенсен Рефсгаард Небелонг было четверо детей (старший сын Андерс, младший Сёрен и две дочери — Хенриет Кристин и Агнес Мария Катрина). Детство Сёренао прошло в Центральной Ютландии, поначалу в городке Рослев.
В 1892 году окончил среднюю школу в Скиве, а затем получил профессию на молокозаводе в Джебьерге. В этот период в Дании активно развиваются товарное производство молочных продуктов и масла, а также молочные кооперативы.
В 1897 году Сёрена признали негодным к воинской службе из-за плоскостопия и варикозного расширения вен, и в том же году он отправился в Сибирь, куда датские фирмы нанимали закупщиков молочных продуктов.
Первые шаги в молочном предпринимательстве Рандруп сделал в 1897-98 гг, работая в маслодельне купца Машинского в Таре, скупщиком масла в фирме Джона Матиассена в селе Евгащинском Тарского уезда Тобольской губернии.
Решив делать собственный бизнес, Сёрен в 1899 году переехал в Омск, открыв контору и приёмный пункт на Бутырской улице. Начинание быстро расширялось за счёт ближайших районов Томской и Тобольской губерний, а в течение трёх лет филиалы его фирмы появились в Новониколаевске, Кургане и Барнауле. Как указывалось в 1932 году во втором томе Сибирской советской энциклопедии, «сравнительно крупные операции по экспорту вели датские фирмы — Лунд и Петерсен, Датское Экспортное Товарищество Рандруп, Якобсен и Данцер… Организационные расходы экспортёров были невелики и чистая прибыль к действительно затраченному ими в дело капиталу значительно превышала 100 %».
Логичным продолжением закупочного бизнеса было предложение товаров, необходимых крестьянам. Так Рандруп занялся комиссионной продажей сельскохозяйственных машин и инвентаря: плугов, ремней, сепараторов, молотилок, клёпки, рогожи и т. д. личные сельскохозяйственные приспособления. Молодой успешный предприниматель выступает комиссионером по продаже оборудования как российских производителей (АО «Рязанский завод»), так и американских и европейских — Champion, International Harvester, Burmeister & Wain, McCormic, Deering.
В 1899 году Рандруп приобрёл в Омске участок между улицами Бутырской (совр. Герцена), Баронской (Октябрьская), Сиротской (Кемеровская), где открыл мастерскую по сборке, ремонту и предпродажной подготовке плугов и борон. Одновременно готовилось собственное производство: строились производственные корпуса, приобреталось оборудование, готовились специалисты. В 1901 году на заводе началось изготовление основных деталей и узлов и сборка готовых плугов из них.
В том же году фабрика получила право выпускать продукцию с собственным клеймом, для которой была выбрана фигура покорителя Сибири Ермака и надпись «Завод С. Х. Рандрупа в Омске»). В первый год было запланировано изготовить 4000 плугов, 500 молотилок 500 и веялок — «сколько успеют сделать», сообщалось в газете «Степной край».
В 1904 году Рандруп начинает поставлять из Германии швейные машины Haid & Neu (фабрика швейных машин Карлсруэ) и из Подольска Singer, продавая их под торговой маркой «Ермак» в фирменном магазине на Любинском проспекте (ныне ул. Ленина, 19).
В 1908 году сгорело первое, деревянное здание завода. Эксплуатация рабочих на заводе была жесткой и нередко приводила к забастовкам.
В декабре 1911 года Рандруп обратился в городскую управу с предложением распространить электроосветительную сеть с территории завода на весь Бутырский форштадт.

## Предпринимательская деятельность

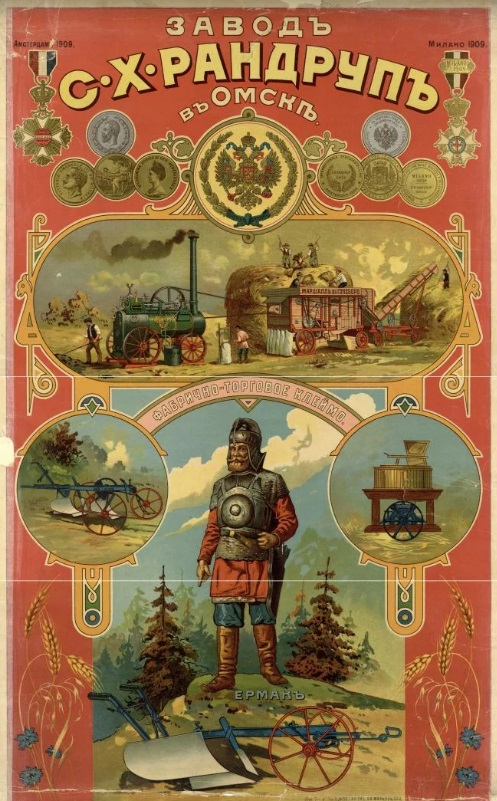
Реклама завода Рандрупа с медалями выставок в Амстердаме и Милане в 1909 году.

Принадлежал к первой генерации иностранных предпринимателей, развернувших свой бизнес за Уралом благодаря строительству Транссибирской магистрали, которая пришла в Омск в 1894 году. Хорошее сообщение по железной дороге и Иртышу обеспечило включение города во всероссийский и европейский рынки. Омск превратился в центр оптовой торговли хлебом, сливочным маслом, другими сельхозпродуктами, стал одним из промышленных и общественно-культурных центров. На территории Степного генерал-губернаторства действовал льготный налоговый режим.
Поначалу Рандруп был комиссионером американских фирм «Champion» (до 1903), «International Harvester & Co» (после 1903), германской «Frantz un Schreder» (с 1904), а также Burmeister & Wain, McCormic, Deering, Рязанского завода. Торговые представительства, конторы и склады были открыты в Омске, Кургане, Петропавловске, Таре, Татарске, Барнауле и Томске. На капитал от комиссионной торговли Рандруп решил развивать собственное производство.
К 1904 году ассортимент завода включал плуги однокорпусные, конные приводы, передачи, соломотрясы, молотилки, мельничные поставы (конные и паровые), вальцы, прессы и другое оборудование для мельниц и маслобойных заводов. Предприятие питалось 20-сильным паровым двигателем, на нём работали 166 человек. Техническим руководителем был иностранный инженер, которому помогали 2 русских специалиста. Лес для завода закупался в окрестностях Омска (для изготовления досок была приобретена лесопилка), металл поставлялся с Урала и частично из Франции, кокс — из Екатеринослава.
К 1914 году энергетическая мощность завода выросла до 120 л. с., обеспечиваемых локомобильным двигателем, количество рабочих — до 226.
По объёму продаж плугов в Сибири Рандруп опередил такие известные в России фирмы, как «Джон Гриевз и Ко», «И. И. Ген», Брянский завод, и поставлял 10 % плугов для крестьян Акмолинской области. Около 10,7 тыс. плугов ежегодно продавались в Тобольской, Пермской, Енисейской губерниях, Алтайском крае, в Семиречье и Семипалатинской области.
Параллельно Рандруп продолжал комиссионную торговлю, приносившую ему основную прибыль за счёт разнообразного ассортимента, в котором были вязальные и швейные машины «Зингер», локомобили английской фирмы «Маршалл и Сыновья»), велосипеды «Дукс», сепараторы, весы, насосы, рессоры, железо (оптом), инструменты, резиновые изделия, линолеум и т. д.
На Первой Западно-Сибирской сельскохозяйственной, лесной и торгово-промышленной выставки в Омске в 1911 году экспонировал молотилки, прессы, сепараторы и другую продукцию. Был удостоен большой золотой медали за плуги собственного производства, малой серебряной за локомобиль фирмы «Маршалл и Сыновья», бронзовой за маслодельческие принадлежности и посуду своего завода.
«Торговый Дом С. Х. Рандруп и К» кредитовался в омских отделениях Государственного и Волжско-Камского банков.
В 1905 году Рандруп получил заказ на металлические кровати для раненых в Русско-японской войне. Проведённая в 1910—1912 гг. ревизия сенатора графа Оттона Людвиговича Медема вменяла омскому заводу низкое качество этих кроватей, однако дело ограничилось замечаниями.
Накануне Первой мировой войны завод начал изготавливать валы, шкивы, маховики, подшипники с кольцевой смазкой, ремонтировать пароходы, паровые машины, двигатели.
Во время войны завод начал выполнять военные заказы на изготовление корпусов фугасных снарядов, втулок для колёс, бомбомётов. Военные заказы позволили нарастить оборот завода до 2 млн 438 тыс. рублей в 1915—1916 годах. Для сравнения, хорошая лошадь тогда стоила 150 рублей, автомобиль порядка двух тысяч (и у Рандрупа он имелся), высококвалифицированные рабочие в Санкт-Петербурге получали от 75 до 120 рублей в месяц.
Осенью 1919 года Рандруп с семьёй эвакуировались во Владивосток, затем в Японию и Шанхай, где Рандруп помогал консульству Дании. В 1921 году семья перебралась в Хэмптон-Хилл, район Большого Лондона. Сёрен Рандруп вновь занялся импортно-экспортными операциями, в том числе с импортом яиц и масла из Советской России, а также датской и американской сельхозпродукции, но снова стать миллионером уже не смог.
Сергей Христианович скончался в Лондоне 10 ноября 1935 года и был похоронен 12 ноября.

## Общественная деятельность
Рандруп был избран членом Омского биржевого общества, с 1906 года — старшина Биржевого комитета. Член Масляной комиссии Омской биржи (1912).
С началом производства на собственном заводе Рандруп вступил в Омское отделение Московского общества сельского хозяйства, в 1903 году избирался в экспертную комиссию конкурса косилок и жнеек, устраивавшегося отделением.
С 14 февраля 1909 года Рандруп — член Комитета Первой Западно-Сибирской сельскохозяйственной, лесной и торгово-промышленной выставки в Омске, но 25 ноября 1910 сложил с себя эти полномочия.
Занимался благотворительной деятельностью. Во время Русско-японской войны отчислял некоторый процент прибыли в пользу семей заводчан, оставшихся без кормильцев. 16 марта 1912 года, в День хлебного колоса, проводимый ОО МОСХ, передал организаторам затребованные материалы и пожертвовал 15 рублей (двухмесячный заработок одного сезонного рабочего) в пользу голодающих Акмолинской области.
В конце 1910 года по инициативе супруги Рандруп открыл на заводе библиотеку и курсы для рабочих. Анна Михайловна Рандруп вспоминала: «Перед войной, во время эпидемии тифа я открыла столовую для бедных горожан, потом занялась организацией хорошей частной библиотеки для наших рабочих на фабрике. Затем начала принимать активное участие в организации лиги „Борьбы с туберкулезом“ и очень много работала там, собирая средства для Общества. Когда я только начинала, Общество лечило лишь амбулаторных больных и раздавало молоко. Год спустя у нас была летняя колония для больных детей, число которых росло ежегодно, и к концу, перед революцией, мы купили собственный участок земли в 20 милях от города и организовали летний санаторий — первый в своем роде во всей Сибири. Затем мы с г-жой Машинской решили немедленно устроить столовую для возвращающихся солдат на станцию Омск».

## Семья
Первая жена Сёрена Харриет Фрида Лоранж скончалась в 1904 году в возрасте 22 лет от туберкулёза.
В 1910 году Рандруп женился на дочери тарского купца первой гильдии М. Ф. Пяткова и внучке золотопромышленника Я. А. Немчинова Александре Михайловне (1879 −1929) . В браке родились трое детей — Елизавета (1911—1979), Михаил (1913—1984) и Александра (1915—2011).
Семья проживала в большом одноэтажном доме со стрельчатыми окнами на Пятковской улице, 13.